# Jobst von Walthausen

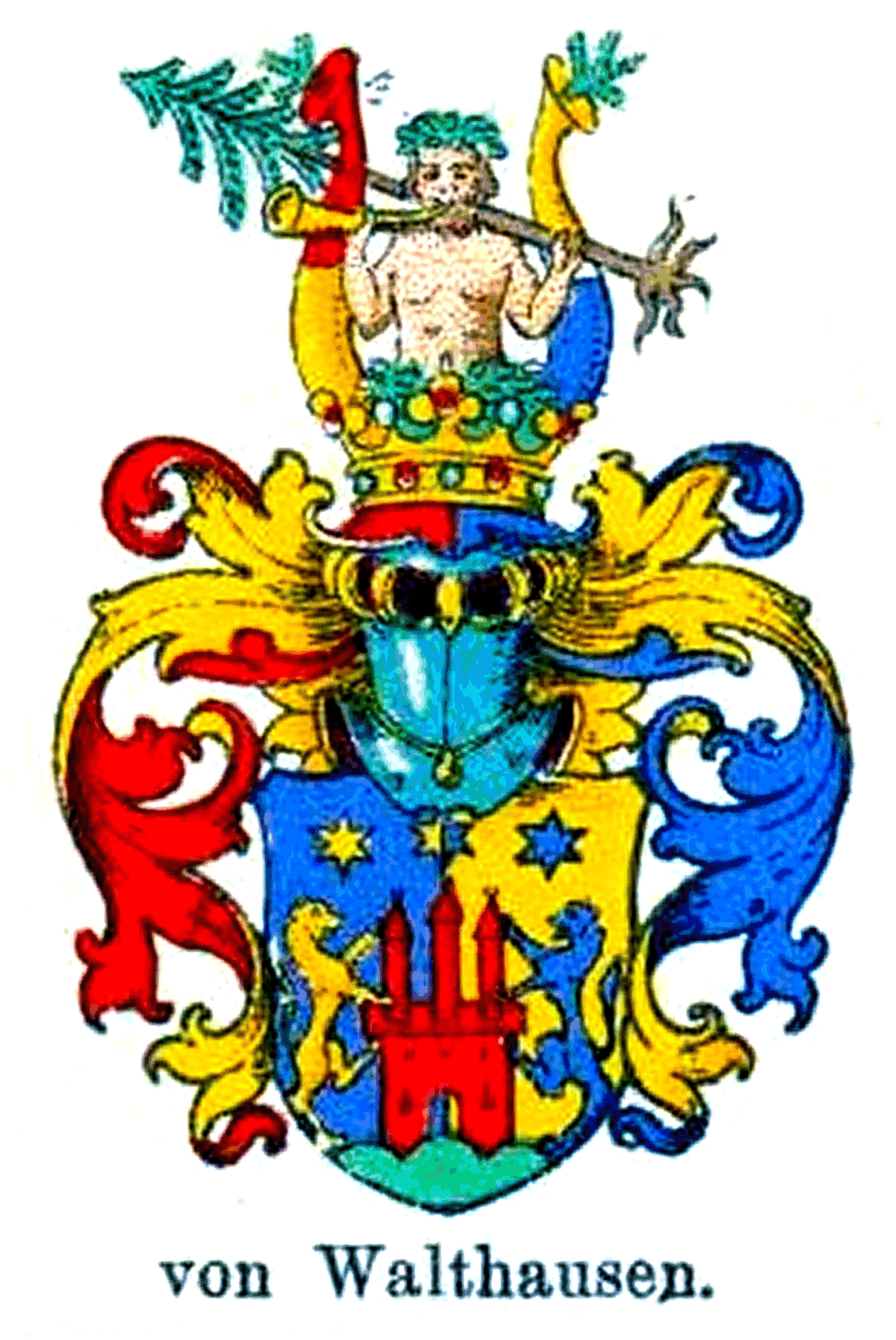
Familienwappen, wie es 1570, gemäß kaiserlicher Änderung zu Prag, an Jobst von Walthausen verliehen wurde

Jobst von Walthausen, auch: Just Waldhusen oder Jost van Walthausen und Jost van Waldthusen oder Justus von Walthausen (geboren 30. April 1508 in Hameln; gestorben 8. April 1592 in Hannover), war ein deutscher Jurist, Stadtsyndikus, Geheimer Rat, Kanzler und Förderer der Reformation.

## Leben
Jobst Walthausen, geboren 1508 in Hameln als Sohn eines Tuchkaufmanns, war ab 1532 Adressat mehrerer Briefe von Philipp Melanchthon. Er studierte an der Universität Wittenberg ab 1529 und erwarb dort 1536 den Magistergrad; später erfolgte die Promotion zum Doktor der Rechte und der Philosophie. Nach Beendigung seines Studiums war er 1539/40 Stadtschreiber in Hameln. Mit Empfehlungen Martin Luthers und Philipp Melanchthons ausgestattet, verließ er dieses Amt und trat 1541 in den Dienst der reformatorisch gesinnten Herzogin Elisabeth von Braunschweig-Calenberg-Göttingen. Walthausen nahm wesentlich Einfluss bei der Einführung der lutherischen Lehre im Fürstentum Calenberg und wohl auch in seiner Vaterstadt Hameln. Wahrscheinlich bewirkte er, dass Superintendent Rudolf Moller aus Hannover am 25. November 1540 die erste evangelische Predigt in St. Bonifatii hielt. Walthausen war Beirat in der von Herzogin Elisabeth am 2. November 1542 eingesetzten Kirchenvisitationskommission, die vom Reformator und Begründer der Calenberg-Göttingischen Landeskirche, Anton Corvinus, geleitet wurde. Urkundlich belegt ist, dass Walthausen auch an der von Corvinus verfassten Kirchenordnung mitwirkte.
Ab 1550 ist er als Kanzler von Herzog Erich II. nachweisbar, ein Amt, das er bis 1574 ausübte. In diesem Zeitraum wurde er 1556 von Kaiser Karl V. für seine Dienste mit der Verleihung von Adelsbrief und Wappen geehrt. 1568 wurde der Adelsbrief durch Kaiser Maximilian II. bestätigt und Walthausen zum comes palatinus ernannt: Palatinatus pro Jodoco a Walthausen, Juris utriusque Doctore, Illustrissimi Ducis Erici Brunsvicensis Cancellario (Bestallung als Pfalzgraf für Jobst von Walthausen, beider Rechte Doctor, des durchlauchtigsten Herzogs Erich von Braunschweig Kanzler).
Mit dieser Bestätigung ging eine Besserung (Abänderung) des Wappens einher, zwei Jahre später wurde es erneut gebessert: es wurde 1570, gemäß kaiserlichem Wappenbrief zu Prag, abgeändert. In dieser Form von 1570 ist es auf dem Epitaph von Jobst von Walthausens erster Ehefrau Dorothea dargestellt. Nach Mollers Tod 1568 wurde Walthausen, der Kanoniker zu Hameln war, Dechant zu Hameln. Darauf, dass die Hamelner Stiftsherren vor 1576 zum protestantischen Glaubensbekenntnis übertraten, hatte er großen Einfluss.
Jobst von Walthausen starb am 8. April 1592 im Alter von fast 84 Jahren in Hannover, nach abweichenden Angaben in Groß Munzel. Nachdem seine Witwe am 15. April 1592  mit dem Kirchenvorstand der Marktkirche von Hannover einen Vertrag zum Bau eines Familiengrabes in einem Gewölbe vor dem Taufbecken in der Kirche geschlossen hatte, wurden Jobst und andere Familienmitglieder dort beigesetzt. Im Gegenzug stiftete von Walthausens Witwe der Marktkirchengemeinde „eine ansehnliche Silbern Kanne, uber Einhundert Goltgulden werdt, auf den Hohen altar“. Diese wurde 1716 eingeschmolzen und durch eine neue Kanne ersetzt, auf der „offensichtlich die alte Stifterinschrift“ übernommen wurde. Diese Kanne ist noch heute im Besitz der Marktkirchengemeinde.

## Familie und Grabinschriften

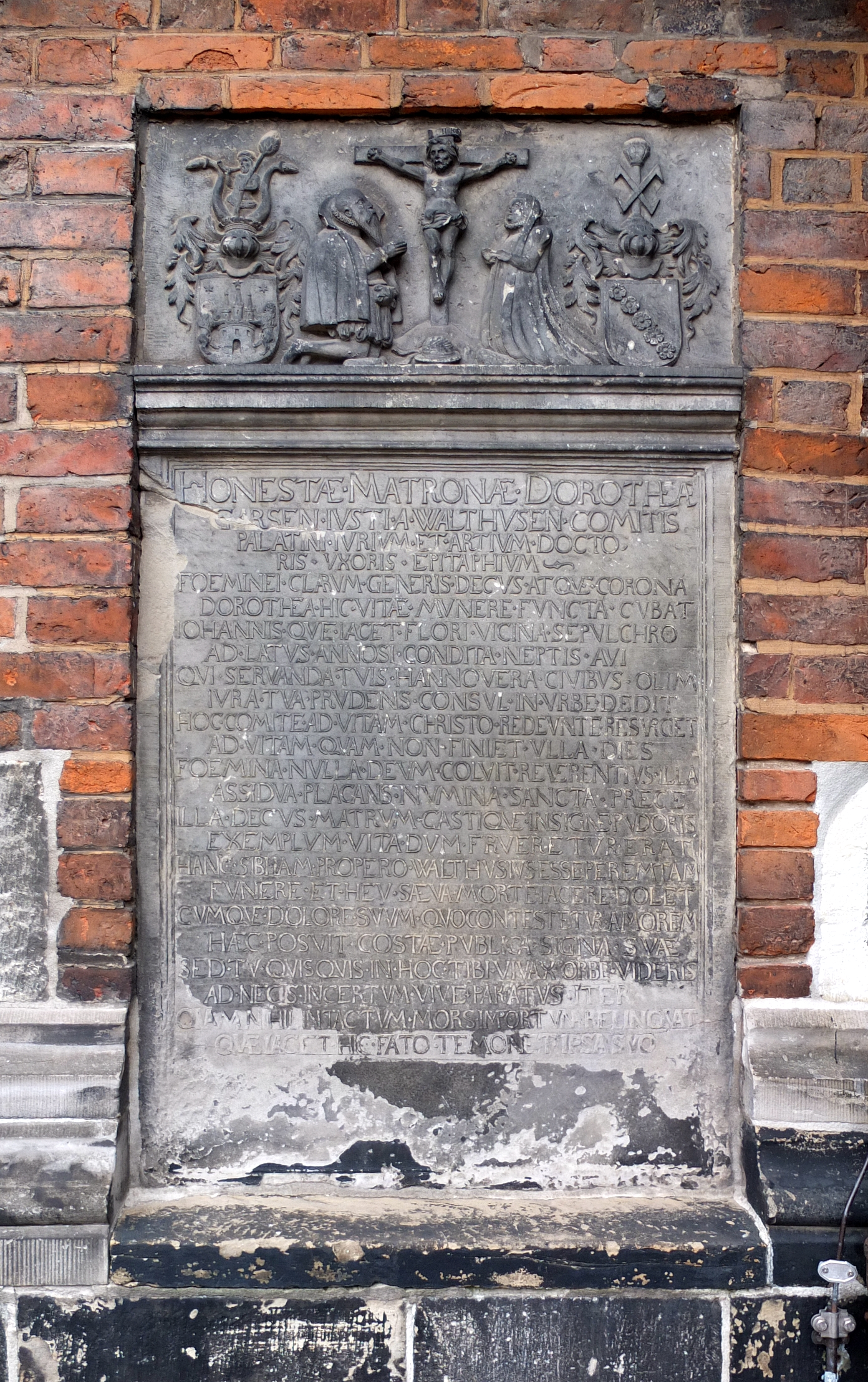
Epitaph für Dorothea von Walthausen, geb. Garsen, oben Darstellung des Ehepaars Jobst und Dorothea von Walthausen, mit jeweiligen Familienwappen (Marktkirche (Hannover))

In erster Ehe war Jobst von Walthausen mit Dorothea Garsen verheiratet. Die Ehe blieb kinderlos; von seiner ersten Ehefrau hat sich ein Epitaph an der Marktkirche erhalten.
In zweiter Ehe heiratete Jobst von Walthausen 1579 Lucia Pawel, Tochter aus einer „bedeutenden Braunschweiger Familie“, mit der er fünf Kinder hatte, darunter sein Sohn Ernst von Walthausen (1584–17. August 1601).
In einem Lapidarium im Historischen Museum Hannover ist eine rechteckige Tafel aus Sandstein mit teils abweichenden – falschen – Lebensdaten von Jobst und Erich von Walthausen erhalten. Laut der Inschrift wurde auch von Walthausens Enkel Jobst Moritz von Walthausen in der Grablege in der Marktkirche beigesetzt. Dieser war verheiratet mit Anna Helena von Knigge, aus deren Ehe mehrere Kinder hervorgingen, darunter die beiden Söhne Jobst Moritz und Alexander Christian, die vor ihrem Vater verstarben. Lediglich eine Tochter überlebte ihren Vater.

## Sonstiges
Ein Ölgemälde mit Wappen und einem Porträt sowie mit der Aufschrift „Pfalzgraf Dr. Jobst von Waldthausen“ hat sich in Verbindung mit dem Hamelner Münster S. Bonifatius erhalten.